# W.I.T.C.H.
W. I. T. C. H. (с англ. — «Ведьма») — итальянский ежемесячный комикс в жанре фэнтези, написанный и иллюстрированный Элизабетт Гноун. Название W.I.T.C.H. — это аббревиатура от английских имён главных героинь: Will, Irma, Taranee, Cornelia и Hay Lin.
В комиксе рассказывается о пяти девочках-подростках, каждая из которых обладает волшебной силой — может повелевать определённой стихией. Они являются Стражницами Завесы, которая разделяет миры и препятствует проникновению зла из одного в другой.
Комикс не публиковался в Японии, а вместо него была нарисована манга (автор — Харуко Иида), сюжет которой основывается на комиксах.
По мотивам комикса датская писательница Лене Каабербюль написала девять книжек, публиковавшихся с 2002 по 2003 год.
В 2004 году французская компания Sip Animation начала выпускать одноимённый мультсериал по мотивам комикса.
На данный момент российское издательство «Эгмонт» завершило выпуск номеров журнала «Чародейки», выходившего с марта 2003 по декабрь 2012 года включительно. Всего было издано 136 номеров, 18 из которых — это спецвыпуски.

## Сюжет
Давным-давно на свете царили гармония и добро. Но однажды туда проникло зло. Возник Иной Мир (известный как Меридиан), где жили диковинные существа.
Этим королевством стал править злой принц Фобос. Запуганный народ подчинялся каждому его приказу. Фобос жаждал подчинить себе другие миры и измерения. Для защиты от этого зла был создан Кондракар — мощная твердыня с Советом Братства и Оракулом во главе. Кондракар находился в центре бесконечности. Чтобы уберечь другие миры была создана Великая Сеть — волшебный невидимый барьер.

## Персонажи

### Стражницы Кондракара
- Вилл (Вильгельмина) Вандом — со своей матерью переехала из Фэдден Хиллс в Хитерфилд. Сначала ей не понравился новый дом. Почти сразу она знакомится с новыми подружками, в первую очередь с Тарани, как и Вилл — новой ученицей школы. После того, как Ян Лин, бабушка Хай Лин, даёт Вилл «Сердце Кондракара» — волшебный амулет, Вилл становится новой чародейкой, чья энергия объединяет силы остальных. Вилл может создавать мощные энергетические поля, приумножать силы других Стражниц, открывать и закрывать порталы, оживлять электронику (например собственный телефон), передавать своё настроение животным, менять облик и становиться невидимкой. Девочка изначально выглядит неуверенной в себе, но быстро находит общий язык с другими чародейками, кроме Корнелии, которая привыкла быть лидером и не желала признавать Вилл. Очень ревнива и порой делает поспешные выводы. Влюблена в Мэтта. Вилл обожает лягушек и всякий комнатный хлам. Позже её мама Сьюзен начинает встречаться с учителем по истории Шеффилдской школы, где учится дочь, — Дином Коллинзом. Вилл была категорически против подобных отношений и возненавидела учителя, но потом смирилась с этим. Позже мать рожает сына Уильяма, который, как и Вилл, обладает волшебными способностями. Ещё в детстве от матери ушёл отец Вилл, Томас, который внезапно объявился в Хитерфилде и хотел забрать дочь для своих целей.
- Ирма Лэр — самая эксцентричная и разговорчивая из всех Стражниц. Она — повелитель Воды. Может управлять водой, испарять её и превращать в лёд, создавать воздушные пузыри под водой. Также Ирма может внушать людям желаемые мысли, так что всегда жульничает во время экзамена, загадывая те темы, которые она знает. Может также менять цвет вещей. Ненавидит всё жёлтое. Ирма — ярая поклонница певицы Кармиллы, у неё есть вся коллекция дисков певицы, а вся комната завешана её постерами. Любит шутить и задирать Корнелию. Отец Томас — местный полицейский и вечно торопит дочь, а младший брат Кристофер всё время достаёт старшую сестру и получает в ответ от неё. Анна заменила ей мать, которую Ирма потеряла в раннем детстве. Отношения у них очень близкие и нежные, практически идеальные (отчасти поэтому то, что они являются приёмными матерью и дочерью, выясняется далеко не сразу), однако за историю комикса девочка несколько раз срывалась, как и всякий подросток, напоминая Анне, что та не является её родной мамой (чем глубоко ранила родительницу). Однако Ирма практически сразу остывала, понимая, что, ляпнув сгоряча, перегнула палку — и, искренне сожалея, помирилась с Анной, восстанавливая семейную идиллию.
- Тарани Кук — афроамериканка, самая тихая, спокойная из всех чародеек, немного рассеянная. В форме Стражницы становится самой ответственной и серьёзной. Повеливает Огнём и неуязвима для пламени. Тарани также может расплавлять железо и чувствовать местонахождение других Стражниц. Обожает математику, классическую музыку и танцы. Любит фотографировать (но боится многих насекомых). Её мама очень строга, категорически против любовных отношений Тарани с другими и редко находит общий язык с дочерью. По профессии — судья. Отец работает психологом. Её старший брат Питер — добродушный и спокойный человек (студент художественного института), и Тарани очень любит его. Позже выясняется, что её родители на самом деле приёмные, а настоящие отдали её в младенчестве в приют после пожара в доме.
- Корнелия Хейл — самая высокая, стройная и привлекательная из всех чародеек. У неё длинные светлые волосы. Очень уверена в себе. Лучшая подруга Элион. До прибытия Вилл была лидером в компании с Элион, Ирмой и Хай Лин. Когда она узнала, что лидером Стражниц должна стать Вилл, то единственная начала протестовать против этого, но позже смирилась. Корнелия — Стражница Земли. Может передвигать, поднимать и разрушать камень. Также создавать, оживлять и контролировать рост растений. Может с помощью магии мгновенно прибраться в комнате. Тщательно ухаживает за своей внешностью и всегда следит за модой. Также у Корнелии есть приставучая и избалованная младшая сестра — Лилиан. Мать, Элизабет, — архитектор, а отец Гарольд работает в банке. Иногда к семейству Хейл приезжает и бабушка (со стороны отца), с которой у всех членов семьи весьма напряжённые отношения. Единственный раз появился дедушка — отец Гарольда, некогда ушедший из семьи, когда сын был ещё ребёнком.
- Хай Лин — китаянка по происхождению, её семья держит китайский ресторан, в котором и расположено её жилище. Она — Стражница Воздуха, единственная из всех чародеек умеющая летать, не используя крылья. Может создавать вихри и мощный поток ветра, воздушные пузыри под водой, чтобы дышать, а также превращаться в воздух, чтобы проникать туда, куда невозможно пролезть человеку. Очень добродушная и ранимая. У неё очень простой и лёгкий характер. Почти никогда не ввязывается в конфликты. Хай Лин — поклонница всего сверхъестественного. Она коллекционирует вещи и украшения с инопланетянами. Также она художница и неплохой дизайнер одежды (по крайней мере, для себя). Обожает всякие фенечки, верёвочки и шнурочки. Хай Лин, благодаря своей способности, живёт в мире звуков и способна легко определять, что означает тот или иной звук.
- Орубе — обитательница Кондракара, родом с другой планеты, Базилиады, населённой людьми-кошками. Хотя сама Орубе обладает наиболее человеческими чертами среди своих сородичей, но у неё хорошо развиты чувства и способности кошачьих: девушка отлично видит в темноте, также хорошо развиты обоняние и слух, сама она гибкая и ловкая. Была значительно позже приставлена к команде чародеек, после того, как Тарани отказалась от своей роли огненного мага, и получила земное имя «Ребекка». Она практически ничего не знала о человеческом мире, в том числе и о технологических достижениях, из-за чего попадала в неловкие (и порой опасные) ситуации. После того, как все Стражницы снова объединились, Орубе больше не нуждалась в их помощи и осталась жить на Земле, позже развив любовные отношения с Седриком. После смерти Седрика вернулась в Кондракар. Дальнейшая судьба её неизвестна: осталась ли она в Кондракаре или вернулась на Базилиаду — в следующих сезонах она не появляется и о ней не упоминается.

### Бывшие стражницы
- Ян Лин — одна из старейшин Кондракара. Бабушка Хай Лин умерла в начале событий, но живёт в бессмертном облике в Кондракаре. Преисполнена, как и Оракул (Химериш), безграничной мудростью и является главным кандидатом на место Оракула после Химериша. В годы своей молодости была как и Хай Лин — Стражницей Воздуха и имела короткие чёрные волосы. Позже становится новым оракулом Кондракара.
- Нерисса — главная злодейка во второй арке комиксов. Бывшая Стражница и хранительница Сердца Кондракара. Будучи стражницей, Нерисса настолько возгордилась своей силой, что её душа почернела — и девушка стала жестокой и холодной. Совет Кондракара решил забрать у неё Сердце Кондракара, передав артефакт другой стражнице — Кэссиди, с которой Нерисса состояла в романтических отношениях(информация от продюсеров сериала, в комиксе не фигурирует). Обезумевшея от ярости, Нерисса убила девушку, за что была заточена в горе Танос заживо — пока однажды не оказалась освобождённой. Она пыталась убить Стражниц, создав себе новых слуг и даже напала на Кондракар — но впоследствии была уничтожена Стражницами.
- Кэссиди — предыдущая Стражница Воды. После того, как совет Кондракара решил препоручить ей Сердце Кондракара, она была убита Неррисой. После смерти дух Кэссиди стал покровителем Вилл и позже передал девочке силы, чтобы бороться против Нериссы.
- Кадма — бывшая Стражница Земли. Как и Ян Лин, ей позволили войти в совет Кодракара, но Кадма накричала на Оракула, обвинив его в бездействии, когда Нерисса убила Кэссиди, в результате чего была навсегда изгнана из Кондракара. В настоящее время она стала состоятельной одинокой женщиной, владеющей крупной оранжереей и финансирующей фонд организации, помогающей сиротам, учреждённой Халинор. Сначала индианка противилась помогать главным героиням, ссылаясь на то, что никому ничего не должна, но позже очень помогла Вилл, выдав крупную сумму денег её отцу, чтобы тот не отобрал Вилл у её матери.
- Халинор — бывшая Стражница Огня. О ней мало что известно, помимо того, что она наряду с Кадмой была изгнана из Кондракара, помогла многим людям стать достойными членами общества и присматривала за Вилл, когда та жила в Фадден-Хиллс.

### Злодеи
- Фобос — бывший правитель Меридиана, был когда-то законным кандидатом на трон, ибо являлся единственным наследником. Однако, по закону, на Меридиане титул монарха передаётся по женской линии, и с рождением Элион право наследования перешло малышке. Боясь потерять трон, Фобос решил убить родителей (это не освещено до конца) и сестру, однако ту спасли жители Меридиана. Алчный, жестокий правитель, который устрашал народ, а за невыполнения приказа превращал в чёрные розы. Там принц создал целую стену роз вокруг своего замка, однако исчерпал практически всю свою силу и решил забрать силу Элион путём обмана. После поражения от чародеек, лишился оставшихся сил и был заключён в тюрьму Кондракара, где, после новой неудачной попытки переворота, покончил жизнь самоубийством.
- Седрик — подчинённый Фобоса, шпионил за Стражницами, подрабатывая в книжном магазине. В истинном облике имеет форму огромного змееподобного монстра, в маскировке — очень утончённая аристократическая внешность, не без «змеиных» черт. После поражения Фобоса был сослан Кондракаром на Землю, где, лишённый почти всех магических способностей (а вместе с ними — и некоторых черт змеиной сущности), продолжил работать в книжном магазине. Влюбился в Орубе. Погиб от руки Людмура, защищая чародеек и Орубе.

### Второстепенные персонажи
- Элион Браун (Портрэйт) — королева Метамура (столица — Меридиан). Лучшая подруга Корнелии. После встречи с Седриком и Фобосом она узнала о своём королевском происхождении и поверила россказням о злых намерениях Стражниц, которые якобы с приёмными родителями убили её родную мать и заточили девочку на Земле. После этой «правды» Элион была намерена уничтожить чародеек, если те не раскаются в «содеянном». Позже она всё же узнаёт, что на самом деле за убийством матери стоял сам Фобос, который держал в неведении сестру и намеревался позже поглотить все её силы, чтобы стать ещё могущественнее. В конце концов Стражницы побеждают Фобоса, а Элион становится новой и законной королевой Меридиана.
- Калеб — мурмурианец или шептун (растение, обращённое Фобосом в человека, чтобы служить); однако в отличие от своих сородичей, сумел избавиться от тех уз, которые делают шептунов покорными слугами и сбежал из дворца, после чего приобрёл более человеческий облик, хотя Калеба по-прежнему выдают зелёные полоски на теле. Неизвестно, как и когда Калеб стал перебежчиком, но на момент начала истории он уже стал лидером повстанцев, а когда увидел Корнелию, то влюбился в неё с первого взгляда (впрочем, как и она в него). Их любовь была очень сильной. Перед своим поражением Фобос обратил Калеба в первоначальный вид — цветок. Корнелия потратила много сил, чтобы вернуть ему человеческий облик, однако Калеб предпочёл остаться на Меридиане, помогая Элион, чем разбил сердце Корнелии, в итоге они расстались, а сам Калеб начал встречаться с Элион. По сюжету мультсериала является обычным человеком и сыном злой колдуньи Нериссы.
- Оракул — предводитель Совета Кондракара. Его настоящее имя Химериш, и он родом из Базилиады, где когда-то был предводителем армии. Обычно стремится не вмешиваться в дела чародеек, из-за чего последние часто думают о злых намерениях Оракула, но в конце концов Оракул постоянно оказывается прав. Однажды был изгнан Фобосом в теле Эндарно обратно в Базилиаду, где Химеришу удалось восстановить память о прошлом.
- Мэттью (Мэтт) Олсен — любовный интерес Вилл. Поёт и играет на гитаре со своей группой «Кобальтовая синь» (в серии комиксов) и «Рек-55» (мультсериал). Во время Испытания Оракула в одной из арок, ему становится известно о Стражницах W.I.T.C.H., и после того как Вилл рассказывает ему о своей тайне, их отношения прогрессируют.
- Мартин Таббс — студент Шеффилдской школы и сверстник Стражниц. Был влюблён до безумия в Ирму, но та не отвечала взаимностью, с чем он со временем смирился, впоследствии встречаясь с другими девушками (что иронично, этим он непроизвольно вызывал сильную ревность у Ирмы).
- Эндрю Хорнби — первая серьёзная влюблённость Ирмы, с которым она пыталась заигрывать один или два раза, и как однажды катастрофическим образом превратила его в лягушку.
- Стивен — парень Ирмы из седьмой арки. Он является членом U18, группы молодых дружинников, живущих и работающих (в буквальном смысле) в подполье. Ирма позже говорит ему о своих магических силах (хотя и не о W.I.T.C.H.), и после чего становится ей близкой доверенной личностью.
- Найджел Эшкрофт — тихий, умный парень и значительно влияющий член банды Урии, который в конечном итоге бросает их компанию, когда в нём рождаются чувства к Тарани. Он старается изо всех сил доказать Тарани и её семье (особенно её матери), что его чувства чистых и добрых намерений. Далее Тарани начинает проводить больше времени в своей школе танцев и меньше с Найджелом, из-за чего начинаются ссоры, в итоге Тарани решает порвать с ним.
- Питер Ланселот Кук — старший брат Тарани и нынешний парень Корнелии. Он очень добрый и любит проводить время со своей семьёй. В свободное время любит играть в баскетбол, заниматься сёрфингом и увлекаться другими видами спорта, которые требуют физической выносливости.

## Главы
Комикс издавался одним выпуском в месяц, и обычно писался так, чтобы каждая арка укладывалась в 12 выпусков, то есть в один год. Исключениями являются 5-й сезон, который охватывает 14 глав, 8-й сезон, в котором 13 глав, 9-й сезон (в нём 18 глав), 10-й сезон (13 глав) и 11-й сезон (9 глав). Всего в комиксе 139 глав, не считая спецвыпусков.

### 1 сезон: Битва на Меридиане (Двенадцать порталов)
В этой Сети было двенадцать порталов, которые каждую тысячу лет открывались, позволяя существам из иного мира проникнуть в мир людей. И когда приближался этот момент, Кондракар каждый раз призывал новых Стражниц, чтобы они закрывали порталы. В один прекрасный день были выбраны пять девочек из города Хитерфилд: Вилл, Ирма, Тарани, Корнелия и Хай Лин. Каждая из них способна управлять какой-то определённой стихией. Ирма, с её развитым чувством юмора, — стихией Воды. Тарани, самая спокойная из всех, — стихией Огня. Корнелия — стихией Земли, а творческая натура Хай Лин — стихией Воздуха. Группу Стражниц возглавляет Вилл, управляющая Энергией. Она так же является хранительницей Сердца Кондракара — магического амулета, который является даром нимфы Синь Янь. Благодаря ему пять с виду обыкновенных девочек способны превращаться в крылатых чародеек. Все девочки учатся в одной школе и дружат между собой. Когда им захотелось придумать название для своей команды, Хай Лин было подмечено, что из первых букв их имён складывается слово «W.I.T.C.H.». С ними учится ещё одна девочка по имени Элион, которая держится на некотором расстоянии от группы. Девочки активно сражаются со Злом, выступая на стороне бунтовщиков Иного мира. Во главе повстанцев стоит Калеб, возлюбленный Корнелии, являвшийся ей во снах. Чародейкам удаётся закрыть все порталы. Подружка чародеек — Элион — оказывается законной наследницей престола Меридиана. После свержения Фобоса она занимает трон в Ином мире и возвращает его жителям мир, добро и счастье. Вместе с Элион исчезают из города и её приёмные родители. Их начинают искать, и в город прибывают детективы из Интерпола. Миссия чародеек подходит к концу. Однако Фобос успел превратить Калеба в цветок. Корнелия пытается спасти возлюбленного, что приводит её к ссоре с подругами.
- 1. Сила пяти
- 2. Исчезновение
- 3. В поисках Меридиана
- 4. Огонь дружбы
- 5. Последняя слеза
- 6. Иллюзии и ложь
- 7. Свет меридиана
- 8. Возвращение из тьмы
- 9. Четыре дракона
- 10. Мост между мирами
- 11. Сияющая корона
- 12. Будь всегда

### 2 сезон: Месть Нериссы
В Кондракаре тоже не все довольны происходящим. Люба, хранительница источников силы Стражниц, стремится лишить юных чародеек их волшебной силы. Не встретив поддержки, она решает действовать одна, на свой страх и риск. В результате появляется странное существо — Миготавр, который обладает силами всех пяти Стражниц. Тем временем члены W.I.T.C.H. теряют свои способности.
Калеб обретает свой первоначальный облик, и, на первый взгляд, всё становится на свои места. Но Миготавр пробуждает в недрах горы Танос от вечного сна Нериссу — бывшую Стражницу и хранительницу Сердца Кондракара. Некогда перешедшая на сторону Зла, она была наказана, и теперь пытается отнять у Вилл талисман, что в конце концов ей удаётся. Завладев Сердцем, Нерисса отправляется покорять Кондракар… В конце концов чародейки уничтожают её, однако на этом их проблемы не заканчиваются…
- 13. Я знаю, кто ты
- 14. Конец мечтам
- 15. Смелый выбор
- 16. Печать Нериссы
- 17. Не закрывай глаза
- 18. Воспоминания о лете
- 19. Другая правда
- 20. Дыхание ненависти
- 21. Под знаком тени
- 22. Разбитое сердце
- 23. Прощай!
- 24. Доверься мне

### 3 сезон: Кризис двух миров
Ари — злой правитель Арханты, угроза Кондракару. Сам Ари обеспокоен болезнью сына Маги, а судьбе Арханты также угрожает Юа, банши, захваченное правителем Арханты. Команда W.I.T.C.H. освобождает Юа и исцеляет Маги. Во время этой миссии Тарани решает уйти из Команды. Оракул даёт ей временную замену, воительницу Базилиады — Орубе (Ребекка Рудольф), которая с большим трудом приспосабливается к новой жизни. Тем временем тайна W.I.T.C.H. под угрозой раскрытия агентом Силла. Со своими коллегами он буквально раскрыл их тайну, но, к счастью, на помощь пришёл Оракул и стёр их память. На этом проблемы девушек не кончились. Их астральные капли взбунтовались и сбежали в город Мидгейл, Орубе отправляется на их поиски. В итоге чародейки отправляют двойников в Кондракар, где Оракул дарует им свободу!
- 25. Тени в воде
- 26. Трудная правда
- 27. Отказ
- 28. Такие далёкие, такие близкие…
- 29. Меньшее зло
- 30. Дорогой ветров
- 31. Голос тишины
- 32. Видимость обманчива
- 33. Самый большой подарок
- 34. Запах свободы
- 35. Параллельная жизнь
- 36. Бунтующие души

### 4 сезон: Суд Оракула
Тарани вернулась в команду. Орубе хочет остаться в Хитерфилде. Оракул же всех шокировал тем, что отдал себя под суд. Кто же будет новым оракулом, Ян Лин или Эндарно? Ирма знакомится с Джоэлом, позже проникаясь к нему симпатией… Фобос сбежал из тюрьмы. Эндарно — смотритель тюрьмы, сверг Оракула. Он даже Элион посадил за решётку. Но тогда её и осенило — она узнала в Эндарно своего брата Фобоса! Стражницы его разоблачают, и в этом им помогает Ян Лин! Седрик же прибывает заключённым в тюрьму, в ожидании суждения. Мэтт обнаруживает тайну W.I.T.C.H….
- 37. Процесс
- 38. Стремление сердца
- 39. Взмах крыльев
- 40. Последняя тайна
- 41. Вся правда
- 42. Никакой надежды
- 43. Магия Света
- 44. Никогда не буду одна
- 45. Двойной обман
- 46. Сила Бесстрашия
- 47. Пески Времени
- 48. Новые горизонты

### 5 сезон: Война с Лудмуром (Книга Элементов)
По приговору Оракула Седрик должен жить в Хитерфилде в человеческом обличии, без магических свойств, и отдаёт ему книжный магазин. Бывший приспешник Фобоса ищет работу, чтобы адаптироваться в новой жизни, но продолжает грезить о власти. Однажды на одном из старых стеллажей он находит вещь, необходимую для совершения мести. В книге находится дух, живший когда-то в Меридиане. Седрик договаривается с книгой: ему нужно найти пять камней, что позволило бы открыть замки книги.
Вместо магической книги, на стене подвала книжного магазина Седрика есть портал, который связывает Кондракар с Землёй. W.I.T.C.H. должны будут понять, как его использовать… Орубе знакомится с Седриком и влюбляется в него.
- 49. Между мечтой и реальностью
- 50. Магия Навсегда!
- 51. Выходя из под контроля
- 52. Глаза Книги
- 53. Полная Новая песня
- 54. Ещё один захват
- 55. День после…
- 56. Загадка
- 57. Остров Воспоминаний
- 58. Иллюзии
- 59. Предельный Огонь
- 60. Воздух и Земля
- 61. Мир в Книге
- 62. Между страницами

### 6 сезон: Сага о Рагорланге (Рагорланг)
Во время размышлений Хай Лин рисует чудовище, очень сходное с человеком на картине. Сны девушки оказываются не простыми, а знаки становятся связями с чудовищными созданиями. Эти существа произведены старой госпожой, Теклой Ибсен. Она начнёт атаковать Стражниц, отнимая у них не только полномочия, но и жизненную энергию с помощью странного создания по имени Рагорланг. Также чародейки должны вернуть на родину двух беженцев — Эрин (подругу Ирмы) и Кадера.
- 63. Прибытие и отъезд
- 64. Кричащий человек
- 65. Один-единственный цветок
- 66. Вспомнить рефлексы
- 67. На твоей стороне
- 68. Тёмная сторона
- 69. Новые горизонты
- 70. Остановите прессу
- 71. Мерцание страха
- 72. Зелёный луч
- 73. Тёмное биение
- 74. Унесённые

### 7 сезон: Новая сила
Увы, было забрано Сердце Кондракара, история чародеек вроде бы закончилась, однако Оракул отпустил Орамеры. И сейчас у W.I.T.C.H. их полная сила. Они получили новые костюмы, большие крылья, возможность летать и полную власть над их стихиями! Но у них и новый враг — Тёмная Мать, некогда сошедшая с ума Мать Природы… Стражниц ждут ещё более опасные и «взрослые» приключения. Многих девушек ждёт новое: у Вилл рождается брат Уильям, Тарани узнаёт, что она — приёмная дочь, ну а Ирма встречает свою самую настоящую любовь — Стефана…
- 75. Ты стала той, кем была!
- 76. Земля
- 77. Все звёзды
- 78. Огонь
- 79. Вода
- 80. Эмоции
- 81. Воздух
- 82. Энергия
- 83. Возвращение в Кондракар
- 84. Одно движение
- 85. Я — ты
- 86. В Сердце

### 8 сезон: Учитесь быть Ведьмой (Teach 2bWitch)
В новом сезоне Чародейки должны найти детей-волшебников в Хитерфилде, чтобы помочь им использовать и контролировать свою магию. Чтобы помочь им в этой миссии, Ян Лин даёт ключ к «Teach 2b W. I. T. C. H.» — волшебной школе, в которой есть пять лабораторий. Но существует враг, способный разрушить всё волшебство. Который хочет уничтожить всех волшебников, чтобы спасти свою дочь, чья душа в мире скорости.
- 87. Холодная магия
- 88. Которая из вас?
- 89. Ключ Индийского лета
- 90. Погружение в Сердце
- 91. Намного больше
- 92. Больше не одна
- 93. Издалека
- 94. Урегулирование
- 95. Бесконечные слёзы
- 96. Здесь, в Сердце
- 97. Волшебство Мира
- 98. Наверху
- 99. Погружаемся в небо

### 9 сезон: 100%-я Ведьма
Чародейки продолжают учить магии волшебников Хитерфилда в волшебной школе — автобусе «Teach 2b W. I. T. C. H.», а также сражаются с Рунами, которые так же, как и стражницы, обладают силами стихий (тёмной стороной): Нэштер — энергия, Дармон — огонь, Шалин — воздух, Кромо — земля, Ран-ра — вода, в волшебном мире «Нун-Бориал» и побеждают их. а также с Нигилой которая украв знаки зодиака начинает управлять судьбами людей. Но Чародейки мешают её планам и она вызывает их к себе. Одну за другой она превращает их в камень. Сначала Вилл, так как только она не обладает силой стихий. Потом Тарани, Ирму, Корнелию и только Хай Лин справляется с ней и побеждает Нигилу.
- 100. 100%-я Ведьма
- 101. Восходящая звезда
- 102. Навстречу ветру
- 103. Кем ты не являешься
- 104. Новый мир
- 105. Письмо из сна
- 106. Зодиак
- 107. Такова судьба…
- 108. Отцовское сердце
- 109. Жертвующий
- 110. Волшебные мамы
- 111. Командная работа
- 112. Ранние дни
- 113. Долгий поцелуй
- 114. Назад в школу
- 115. Особенное путешествие
- 116. Необходимая дистанция
- 117. Лучшая вечеринка

### 10 сезон: Леди против W. I. T. C. H.
В этом сезоне Стражницы сразятся с тремя Леди: Леди Гигой, Леди Крэш и Леди Кимикал.
- 118. Всё за день
- 119. Музыка в воздухе
- 120. Леди Гига
- 121. 10 лет спустя
- 122. Возможности математики
- 123. Леди Краш
- 124. Щенок для друга
- 125. Вторая половинка
- 126. Леди Кимикал
- 127. Обними меня
- 128. Одно слово
- 129. Далёкие сердца
- 130. Новая подруга

### 11 сезон: Повелительницы стихий
- 131. Солнце и луна
- 132. Вместе навсегда
- 133. Маленькое колдовство
- 134. Завтра/Будущее
- 135. Летняя пора
- 136. Под сеткой/Красота спорта
- 137. Расскажи мне
- 138. Другой мир
- 139. Навсегда в нашем сердце

### Спецвыпуски журналов в России
- 01. Корнелия и Калеб (№ 1/2006 г.)
- 02. Планета мальчиков (№ 2/2006 г.)
- 03. Элион. Возвращение королевы (№ 1/2007 г.)
- 04. Чародейские загадки (№ 2/2007 г.)
- 05. Как всё начиналось (№ 3/2007 г.)
- 06. Подарки к Рождеству (декабрь 2008 г.)
- 07. Орубе (№ 1/2009 г.)
- 08. Элион и Калеб. Две судьбы (№ 2/2009 г.)
- 09. Рисуем комикс! (№ 3/2009 г.)
- 10. Твой тайный дневник (№ 4/2009 г.)
- 11. Играем в модельера! (№ 5/2009 г.)
- 12. Модная коллекция (№ 6/2009 г.)
- 13. Календарь на 2010 год
- 14. 5 модных стилей (№ 1/2010 г.)
- 15. 5 стражниц (№ 2(17)/2010 г.)
- 16. На футболе (№ 3(18)/2010 г.)
- 17. Волшебные послания (№ 4/2010 г.)
- 18. Календарь на 2011 год

## Книги и другое

#### Серия «Дружба творит чудеса»
По мотивам комикса были написаны книги с разными сериями от разных писательниц. Серия книг «Дружба творит чудеса» состоит из 26 книг. В России издано только 20 из них. Все книги на русском языке выпускались издательством «Эгмонт-Россия Лтд».
| №  | Название               | Автор            |
| -- | ---------------------- | ---------------- |
| 1  | Сила пяти              | Элизабет Ленхард |
| 2  | Исчезновение           | Элизабет Ленхард |
| 3  | В поисках меридиана    | Элизабет Ленхард |
| 4  | Огонь дружбы           | Элизабет Ленхард |
| 5  | Последняя слеза        | Элизабет Ленхард |
| 6  | Иллюзии и ложь         | Элизабет Ленхард |
| 7  | Свет Меридиана         | Джули Коморн     |
| 8  | Возвращение из тьмы    | Джули Коморн     |
| 9  | Четыре дракона         | Джули Коморн     |
| 10 | Мост между мирами      | Джули Коморн     |
| 11 | Сияющая корона         | Элизабет Ленхард |
| 12 | Королева возвращается  | Элизабет Ленхард |
| 13 | Иной путь              | Элизабет Ленхард |
| 14 | Разделённые миры       | Элизабет Ленхард |
| 15 | Возвращение волшебства | Кейт Эган        |
| 16 | Тропой мести           | Кейт Эган        |
| 17 | Чёрные сны             | Кейт Эган        |
| 18 | Надежда остаётся       | Кейт Эган        |
| 19 | Другая Правда          | Элис Алфонси     |
| 20 | Шёпот сомнений         | Элис Алфонси     |
| 21 | Ослабленные сердца     | Элис Алфонси     |
| 22 | Выбор сделан           | Элис Алфонси     |
| 23 | Прощание с любовью     | Элис Алфонси     |
| 24 | Поверь своему сердцу   | Элис Алфонси     |
| 25 | Очарованные воды       | Элис Алфонси     |
| 26 | Друзья навсегда        | Элис Алфонси     |

#### Скандинавская серия
Следующие книги, выпущенные в Норвегии, Швейцарии, Финляндии, Шотландии, Дании и в России:
| №  | Название             | Автор                 |
| -- | -------------------- | --------------------- |
| 1  | Колодцы тумана       | Сесилия Экен          |
| 2  | Ледяной цветок       | Жозефина Оттесен      |
| 3  | Чёрная пирамида      | Элиассен Рубен        |
| 4  | Пламя Чистоты        | Мод Мангольд          |
| 5  | Золотой ручей        | Жозефина Оттесен      |
| 6  | Грозы Виндмора       | Сесилия Экен          |
| 7  | Изумрудная птица     | Ева Кармани           |
| 8  | Королева ночи        | Мод Мангольд          |
| 9  | Свежая роза          | Лене Мерген Йоргенсен |
| 10 | Прикосновение звезды | Лене Моллер Йоргенсен |

#### Серия «100 чародейских способов. Настольная книга Ведьмы»
Чародейки делятся своими способами выходить из сложных ситуаций. Также в этих книгах есть тесты, советы и добрые шутки. Всего 14 книг.
| Название                                                    | Автор                                                                  |
| ----------------------------------------------------------- | ---------------------------------------------------------------------- |
| 1. 100 чародейских способов хранить секреты                 | Паола Мулацци, Эрика Феррати                                           |
| 2. 100 чародейских способов выжить в школе                  | Мулацци Паола, Фератти Эрика                                           |
| 3. 100 чародейских способов найти общий язык с родителями   | Рагман Джон                                                            |
| 4. 100 чародейских способов найти и сохранить любовь        | Акковис Мавианжела, Тадья Федерико                                     |
| 5. 100 чародейских способов отыскать свой стиль             | Аккорзи Марианжела, Боско Марко, Валентини Массимилиано                |
| 6. 100 чародейских способов устроить вечеринку              | Фаваро Барбара, Мартино Паола де, Боско Марко , Валентини Массимилиано |
| 7. 100 чародейских способов провести свободное время        | Аккорзи Мавианжело, Тадья Федерико                                     |
| 8. 100 чародейских способов весело провести время           | Мулацци Паола, Фератти Эрика                                           |
| 9. 100 чародейских способов завести друзей                  | Рагман М., Аккорзи Мавианжело, Тадья Федерико                          |
| 10. 100 чародейских способов поладить с братьями и сёстрами | Барбара Фаваро, Паола де Мартино, Боско Марко, Валентини Массимилиано  |
| 11. 100 чародейских способов узнать о мире мальчиков        | Аккорзи Мавианжело, Паоло Мулацци, Боско Марко                         |
| 12. 100 чародейских способов хорошо провести каникулы       | Паоло Мулацци, Эрика Феррати                                           |
| 13. 100 чародейских способов показать свой характер         | Боско Марко, Анна ди Кано, Валентини Массимилиано                      |
| 14. 100 чародейских способов быть красивой                  | Мавианжела Акковис, Федерико Тадья                                     |

### Тематические книги
- Ведьма. Путеводитель по миру чародеек. (Книги 1-8)
- W.I.T.C.H. Игры, тесты, приколы.
- Истории о чародейках. Всё о… (Вилл/Ирме/Тарани/Корнелии/Хай Лин). Приключения и тайны чародеек. (5 книг)
- История чародеек в комиксах. (Книги 1-10)
- Большая книга комиксов. (Книги 1-4)
- Чародейский стиль. (5 наборов для рукоделия: стиль Вилл, Ирмы, Тарани, Корнелии и Хай Лин)
- Чародейские загадки. (1-8)
- Ведьма. Моя сокровищница. (2 книги[47])

### Новеллы
В 2005 году американское книжное издательство «Гиперион» выпустило 8 графических новелл, каждая из которых содержит по паре глав из комикса.
1. Сила Дружбы («Сила пяти» и «Исчезновение»)
2. Магия Меридиана («В поисках Меридиана» и «Огонь дружбы»)
3. Разоблачение («Последняя слеза» и «Иллюзии и Ложь»)
4. Между Светом и Тьмой («Свет Меридиана» и «Возвращение из Тьмы»)
5. Легенды разоблачаются («Четыре дракона» и «Мост между мирами»)
6. Сила перемен («Сияющая Корона» и «Возвращение королевы»)
7. Под давлением («Иной путь» и «Разделённые миры»)
8. Неожиданное возвращение («Смелый выбор» и «Тропой мести»)

### Переиздание
А в 2017 году американское издательство «Yen Press» на очередном фестивале комиксов San Diego Comic-Con International, проходящем в городе Сан-Диего, объявило о переиздании основного комикса и графических новелл W.I.T.C.H.

### Лене Каабербюль
Датская писательница Лене Каабербюль написала ряд книг, по вселенной W.I.T.C.H., которые были опубликованы в Дании в 2002—2003 годах. Каждая книга рассказывает об одной из девушек как о главном персонаже в порядке букв W.I.T.C.H. (Will, Irma, Taranee, Cornelia, and Hay Lin).
| № | Русская версия       | Оригинал (датский)      |
| - | -------------------- | ----------------------- |
| 1 | Сердце Саламандры    | Salamanderens hjerte    |
| 2 | Колдовская музыка    | Stilnerens musik        |
| 3 | Огненное озеро       | Havets ild              |
| 4 | Зелёная магия        | Grøn magi               |
| 5 | Жестокая императрица | Den Grusomme Kejserinde |

Её следующая серия по W.I.T.C.H. называется «Crystal Birds» и содержит следующие книги:
| № | Русская версия | Оригинал (датский)                   |
| - | -------------- | ------------------------------------ |
| 1 | Каменный сокол | Krystalfuglene I: Stenfalken         |
| 2 | Когти орла     | Krystalfuglene II: Ørnekløer         |
| 3 | Тень совы      | Krystalfuglene III: Uglens skygge    |
| 4 | Золотой феникс | Krystalfuglene IV: Den gyldne føniks |

### Манга
Комикс так и не был опубликован в Японии, но вместо него была выпущена манга на основе комикса, иллюстрированная Харуко Иидой (яп. 飯田晴子 Иида Харуко). Издательство «Kadokawa» (яп. 角川書店 Kadokawa Shoten) публиковало главы манги в их ежемесячном журнале «Asuka Monthly» (яп. 月刊あすか Gekkan Asuka), которые затем были собраны в два танкобона, после чего издание было прекращено. Главы в мягком переплёте содержат обложки от Дайсукэ Эхары (яп. 江原大介 Эхара Дайсукэ).
- Том 1 — дата релиза: 17 декабря 2003[69]
- Том 2 — дата релиза: 17 марта 2004[70]